# Srednji trpotec
Srednji trpotec (znanstveno ime Plantago media ) je prizemna, rozetasta trajnica. Raste na suhih travnikih, ob cestah, apnenčastih in humoznih tleh, bogatih s kalcijem, ter na prosojnih legah. Najdemo ga predvsem v legah z višjo nadmorsko višino. V Sloveniji je razširjen do subalpinskega pasu, sicer pa raste po vsej Evropi in v zmernih predelih Azije. Spomladi lahko mlade liste uporabimo za pripravo zelenjavnih juh, prikuh ali surovih solat. Vsebuje znatne količine vitamina C.

## Opis
Srednji trpotec je trajnica z 20−40 cm visokimi, prileglo dlakavimi stebli. Listi, ki so pritisnjeni k tlom, so ovalni in pri dnu zožani, s 5 do 9 žilami. Valjasti cvetovi so 2−8 cm dolgi in se med zorenjem semen podaljšajo. Nežni rožnatobeli cvetovi cvete od maja do septembra.